# رود والاس
رود والاس (بالإنجليزية: Rod Wallace)‏ (2 أكتوبر 1969 المملكة المتحدة - ) هو لاعب كرة قدم بريطاني يلعب كمهاجم.

## روابط خارجية
- رود والاس على موقع قاعدة بيانات كرة القدم.إي يو (الإنجليزية)
- رود والاس على موقع Soccerbase.com (لاعب) (الإنجليزية)
- رود والاس على موقع عالم كرة القدم.نت (الإنجليزية)